# Сокільчанська сільська рада
Сокільчанська сільська рада — колишня адміністративно-територіальна одиниця та орган місцевого самоврядування у Попільнянському районі Білоцерківської округи, Київської й Житомирської областей Української РСР та України з адміністративним центром у с. Сокільча.

## Населені пункти
Сільській раді були підпорядковані населені пункти:
- с. Сокільча
- с. Маркова Волиця

## Населення
Відповідно до результатів перепису населення СРСР, кількість населення ради станом на 12 січня 1989 року становила 1 024 особи.
Станом на 5 грудня 2001 року, відповідно до перепису населення України, кількість мешканців сільської ради становила 896 осіб.

## Склад ради
Рада складалася з 14 депутатів та голови.

### Керівний склад сільської ради
| ПІБ                        | Основні відомості                                                               | Дата обрання | Дата звільнення |
| -------------------------- | ------------------------------------------------------------------------------- | ------------ | --------------- |
| Зінчук Світлана Леонідівна | Сільський голова, 1956 року народження, освіта, позапартійна                    | 26.03.2006   | 31.10.2010      |
| Зінчук Світлана Леонідівна | Сільський голова, 1956 року народження, освіта середня спеціальна, позапартійна | 31.10.2010   |                 |

Примітка: таблиця складена за даними джерела

## Історія
Створена 1923 року в с. Сокільча Попільнянської волості Сквирського повіту Київської губернії. 7 березня 1923 року включена до складу новоутвореного Попільнянського району Білоцерківської округи.
Станом на 1 вересня 1946 року сільська рада входила до складу Попільнянського району Житомирської області, на обліку в раді перебувало с. Сокільча.
11 серпня 1954 року, відповідно до указу Президії Верховної ради Української РСР «Про укрупнення сільських рад по Житомирській області», підпорядковано с. Маркова Волиця ліквідованої Маркововолицької сільської ради Попільнянського району.
На 1 січня 1972 року сільська рада входила до складу Попільнянського району Житомирської області, на обліку в раді перебували села Маркова Волиця та Сокільча.
Виключена з облікових даних 29 грудня 2016 року. Територію та населені пункти ради включено до складу новоутвореної Попільнянської селищної територіальної громади Попільнянського району Житомирської області.